# Grupo 1 de Comunicaciones Escuela
El Grupo 1 de Comunicaciones Escuela es una unidad militar de la Fuerza Aérea Argentina.

## Historia
El Grupo 1 de Comunicaciones Escuela fue creado el 12 de noviembre de 1959 por el decreto secreto N.º 15 162 del presidente de la Nación Arturo Frondizi. El grupo se asentó en el Aeródromo Militar «General Urquiza».
Contribuyó en la investigación científica alemana durante sus estudios en la alta atmósfera, utilizando globos aerostáticos y proyectiles autopropulsados. Brindó apoyo durante inundaciones en el Nordeste argentino y la Provincia de Buenos Aires, el Terremoto de Caucete de 1977, relevamientos cartográficos, apoyo electrónico para el control de espacio aéreo, radioayudas en aeropuertos, etc. A fines de 1978 el G1CE fue desplegado al sur argentino por motivo de las tensiones con Chile.
En 1982 se desplegó en la Patagonia y en las islas Malvinas por motivo de la guerra de las Malvinas.
El 2 de abril fue movilizada la totalidad de la unidad a Puerto Argentino, permaneciendo allí hasta el final de la guerra. Fue destacable el trabajo del G1CE, ya que sus sistemas de comunicaciones se mantuvieron operativos en todo momento, permitiendo la ejecución de apoyo a las misiones asignadas. Durante sus tareas, perdió la vida el suboficial principal Luna, siendo la única baja de esta unidad.
El G1CE continuó con sus operaciones habituales, siendo destacada la participación en la misión ONUMOZ de Naciones Unidas, la cual tuvo lugar en Mozambique entre 1993 y 1995. La misión consistió en brindar apoyo permanente al Hospital reubicable de la FAA y enlace con otros centros sanitarios, otros organismos, y con la República Argentina (distante a 11 000 km). Los despliegues fueron realizados gracias al apoyo de las aeronaves del Grupo 1 de Transporte Aéreo.

## Misión
La misión del Grupo 1 de Comunicaciones Escuela es la de operar sistemas de telecomunicaciones y navegación aérea, en el ámbito de su competencia, a fin de proveer las comunicaciones que los comandos y organismos superiores requieran, y contribuir al ejercicio del comando y control de las operaciones aéreas.